# Oljeskandalen i Växjö
Oljeskandalen i Växjö inträffade 1981. Växjö kommun utsattes för ett bedrägeri där en hög tjänsteman vid kommunens energiverk samarbetade med en norsk affärsman varvid 40 000 kubikmeter olja försvann.
Det kommunala bolaget Växjö Energiverk AB (VEAB) eldade i början 1980-talet med eldningsolja i sitt kraftvärmeverk. Oljan lagrades i ett hyrt bergrum i Karlshamn.
Ingemar Wensfelt, vice VD vid VEAB, hade nära kontakter med den norske affärsmannen Finn Malmberg. Tillsammans kom de överens om att Malmberg skulle få disponera en större mängd olja med spekulation om att han skulle sälja vidare med vinst som skulle delas mellan Malmberg och Wensfelt. Ny olja skulle sedan införskaffas åt det kommunala energiverket till ett lägre pris, och kommunen skulle inte märka något av transaktionen. I själva verket försvann oljan. Ännu trettio år senare var det oklart vem som till slut kom över 40 000 kubikmeter olja till ett värde av då 30 miljoner kronor. I juni 2012 är priset för motsvarande mängd eldningsolja över 400 miljoner kronor.
Sedan händelsen blivit känd efterlystes Finn Malmberg och påträffades med sin familj i Costa Rica. Trots att landet inte hade något utlämningsavtal med Sverige häktades Malmberg och utlämnades till svensk polis. Malmberg och Wensfelt dömdes till fängelsestraff. Wensfelt och hans chef, den verkställande direktören för VEAB Bo Estberger, avskedades. 
Wensfelt försvarades av advokaten Henning Sjöström som också anställde Wensfelt som sakkunnig i den egna advokatbyrån, Juristhuset AB: 
Växjös lokalerevy påföljande år hette "Tavlor i olja". 
1999, 18 år efter händelsen, hade Växjö kommun betalat av alla skulder efter oljeskandalen.
Skandalen väckte stor uppmärksamhet och ledde bland annat till debatter i riksdagen om ekonomisk brottslighet och styrningen av kommunala bolag. 
| ”                                              | Det är ju så att saker som oljeskandalen i Växjö sprider ett löjets skimmer över samhällets möjligheter och premierar en form av särdeles osmakligt skojeri. | „ |
| – Jörn Svensson, i riksdagen den 14 april 1982 | |   |